# Piedra de rayo
Las piedras de rayo, también conocidas popularmente como ceraunias —denominación latina— son los nombres que recibían ciertas piedras con forma puntiaguda e interpretados por diversas culturas como objetos de origen celeste o divino, y con propiedades curativas y supersticiosas. Muchas de estas piedras son naturales, pero la mayoría son hachas manufacturadas por el hombre paleolítico, generalmente bifaces, aunque también entran dentro de este catálogo piedras pulimentadas del neolítico. Estas piedras tienen cierta importancia en el origen de la prehistoria como disciplina científica y la paleoantropología, pues supuso uno de los cismas entre el pensamiento clásico en un pasado reciente y dominado con prontitud por el uso del metal, y un pensamiento moderno basado en un pasado antiguo dominado por la industria lítica. 

## Sinónimos
Las piedras de rayo han tenido diversos nombres por diversas culturas clásicas. En los cinco continentes han existido culturas que les han dado nombres e interpretaciones místicas o supersticiosas. Así, en Islandia o Japón se llamaban «piedras de trueno», en Suecia «mallas de Thor», en Hungría «flechas de Dios», «piedras de Ukko» en Finlandia, «dientes de rayo» en Java, «flechas de rayo» en India, «flechas de trueno» en Siberia, «dardos de hada» en Irlanda o Silum Baling Go (uña del dedo gordo del pie de Baling Go) en Borneo. Incluso hoy en día en Grecia, algunos campesinos griegos llaman a estas hachas de piedra astropelekia, que significa «hachas del cielo». En Italia las llamaban sagitta, debido a su forma de flecha, y en la antigua Roma ceraunia.

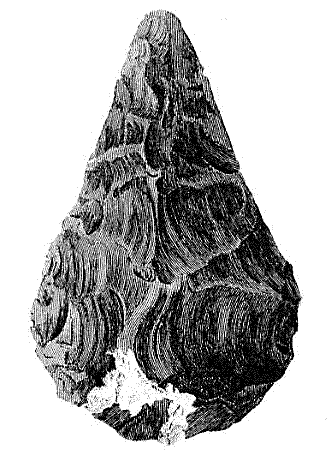
Bifaz publicado por John Frere (año 1800), publicación pionera en la historia de la arqueología. Este bifaz es un ejemplo del aspecto que tenían estas ceraunias.

## Interpretaciones antiguas
En la mayoría de los casos, como podemos deducir por los nombres que le daban las diversas culturas presentadas, pensaban que estos objetos eran producidos por los rayos al caer a la tierra, o formadas en las nubes y traídas a la tierra en el descenso del mismo, o sencillamente producciones divinas. Debido a que eran hallados en una época donde el uso del metal era la tecnología dominante y se tenía poco conocimiento sobre la antigüedad prehistórica, les sería difícil concebir un origen humano para dichas piedras, y para explicar unas forma de origen descaradamente no natural, eran interpretadas directamente como piedras de origen celeste o divino. Difícilmente se podía pensar en estas piedras como herramientas o artefactos, puesto que carecería de sentido que alguien fabrique herramientas de piedra existiendo el metal.
A estas piedras se les asignaban distintas propiedades, como la protección contra naufragios, contra el fuego o los rayos, o relacionadas con propiedades curativas o para uso médico. Algunas religiones animistas pensaban que estos objetos eran espíritus o genios con poderes relacionados con fenómenos atmosféricos y naturales (litolatría).

## Historia
Hasta el siglo XVII seguía vigente esta idea mítica o supersticiosa de las ceraunias, así nos consta por documentos históricos de Plinio el viejo, Suetonio, Isidoro de Sevilla o Paracelso. Georgius Agricola empieza a dudar sobre su origen celeste provocando que autores como Boecio de Boot especulen si éstos objetos de piedra serían armas de hierro que con el paso del tiempo se transformarían en piedra. El primer caso de afirmación de las herramientas de piedra como producción directa del hombre es el manuscrito sobre colecciones de rocas, fósiles y minerales, en forma de catálogo, Metallotheca Vaticana, publicada en 1717, del físico italiano Michele Mercati. Aquí Mercati afirma que, después del Diluvio universal, pocos recordaban el uso del hierro y además se hacía muy difícil su extracción y aprovechamiento, y hubo que esperar a que la práctica se volviera a extender con los movimientos migratorios humanos. Mientras tanto, los hombres hacían herramientas de piedra en sustitución, las famosas ceraunias, aunque ciertas ceraunias, en concreto las hachas pulimentadas, denominadas ceraunia cuneata, no eran para él sino piedras «ideomorfas», es decir, piedras naturales con formas peculiares, aunque no niega que ciertas piedras puedan tener origen celeste. En 1723, el naturalista francés Antoine de Jussieu, en las memorias a la Académie Royale des Sciences de Paris, también afirma que las ceraunias son herramientas humanas, comparándolas con las herramientas encontradas por pueblos del Caribe o Canadá. Y en 1734, el anticuario francés Nicholas Mahudel, en las memorias a la Académie Royale des Inscription et Belles-Lettres, afirma lo mismo al destacar la semejanza funcional entre las ceraunias y otras herramientas. En suma, existieron también otros autores que mencionaron el posible origen humano de las ceraunias, y a finales del siglo XVIII ya se puede dar por zanjado el debate.